# Matteo Lane
Matthew "Matteo" Lane (nacido el 28 de junio de 1986) es un comediante estadounidense. Lane fue cantante de ópera y pintor al óleo antes de dedicarse a la comedia.

## Primeros años y educación

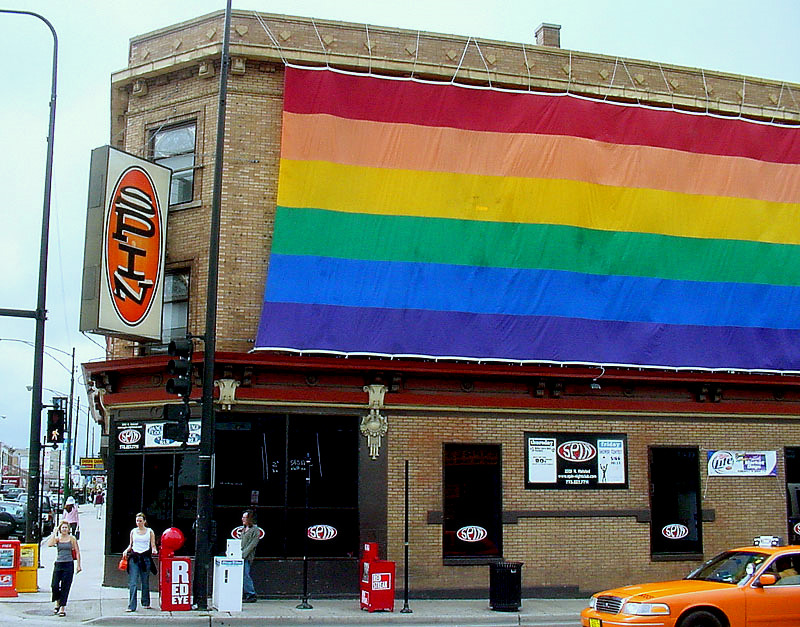
Boystown, el barrio gay de Chicago

Matthew Lane nació en 1986, creció en Arlington Heights, Illinois, y vivió en North Side. Por su madre, Lane, es de ascendencia italomexicana, en tanto su padre es un veterano de la guerra de Vietnam y es de ascendencia irlandesa. La familia italiana de Lane ese originaria de Agrigento y Messina en Sicilia. Fue apodado Matteo por su familia italiana. Lane tiene un hermano mayor que también es gay como él mismo. Lane y sus 22 primos crecieron en el mismo bloque de apartamentos. Habla inglés, italiano, español y francés. Lane estudió alemán en la escuela secundaria, y comenzó a cantar ópera a la edad de solo 15 años, con el profesor de la voz, Nick Falco. En la Escuela del Instituto de Arte de Chicago, estudió pintura al óleo y dibujo. Lane también estudió arte durante cinco meses en Umbría, como pintor al óleo y cantante de ópera, antes de regresar a Chicago.

## Carrera
Como cantante, Lane actuó en bares de Boystown, el barrio gay de Chicago, antes de comenzar su carrera de comediante hacia 2011, en noches de micrófono abierto. Lane luego se mudó a Nueva York, para trabajar como guionista en 2012. En una entrevista, Lane declaró, posteriormente, que era «el trabajo más aburrido del mundo». Más tarde renunció al trabajo para dedicarse a la comedia. Después de aparecer en "New Faces" en el festival Just for Laughs 2014, MTV invitó a Lane a aparecer en diversos programas. También participó en programas de Comedy Central.
Lane es un defensor de la comunidad gay, pero ha sido víctima de varios incidentes homofóbicos durante sus espectáculos. Al ser un comediante abiertamente gay, Lane reporta «creo que esto lentamente va mejorando, pero es todo un territorio nuevo de muchas maneras. Yo no digo que no hayan existido comediantes gay antes que yo, sé que estas personas existen». Y agrega, «sólo digo que esta es la primera vez que comediantes hombres gay y queer, hoy están bajos los reflectores que antiguamente alumbraban sólo a los comediantes heterosexuales. Así que todo es simplemente nuevo. Todo es nuevo y estamos descubriendo un nuevo territorio. Creo que es emocionante».
Sus lugares de actuación favoritos en la ciudad de Nueva York son Comedy Cellar, The Stand, y New York Comedy Club. Es coprotagonista y creador de la serie para Independent Fim Channel (IFC), Janice y Jeffrey.
Lane y Emma Willmann son coanfitriones de un pódcast de temática queer, llamado Inside the Closet (desde dentro del clóset). Ambos también aparecen en The Comedy Lineup una producción de Netflix. El 1 de mayo de 2018, Lane y Nico Tortorella aparecieron en un pódcast de Nancy.

## Vida personal
Acerca de salir del clóset, Lane indicó en una entrevista que «he pasado toda mi vida sintiendo vergüenza de ser gay, y una vez que salí del armario, me di cuenta de que estoy muy orgulloso de ser gay». Lane mantiene una amistad de hace mucho tiempo con el tecladista Henry Koperski; ambos en ocasiones actúan juntos.

## Visiones políticas
En una entrevista de 2017, Lane declaró que si bien en sus actuaciones no habla directamente de Trump, el «material (de sus presentaciones) en sí mismo va contra Trump».

## Premios y reconocimientos
En 2018, Lane fue reconocido por la revista gay The Advocate, como uno de los íconos LGBT, más innovadores y disruptivos, por su trabajo en el campo de la comedia stand up.

## Filmografía
Cine
| Año  | Título                      | Personaje          |
| ---- | --------------------------- | ------------------ |
| 2015 | Moving On                   | Guy                |
| 2023 | Molli and Max in the Future | Bryan Oceancolgate |

### Televisión
| Año  | Título                        | Personaje | Nota                                       |
| ---- | ----------------------------- | --------- | ------------------------------------------ |
| 2015 | Clipped                       | Dominic   | Episodio: "World's Rudest Barbershop"      |
| 2020 | Magical Girl Friendship Squad | Corvin    | 6 episodios                                |
| 2023 | Survival of the Thickest      | Waiter    | Episodio: "You Did What in Public, Bitch?" |